# Zortéa
Zortéa is een gemeente in de Braziliaanse deelstaat Santa Catarina. De gemeente telt 3.015 inwoners (schatting 2009).